# TEE Île de France
Le TEE Île de France était un train rapide qui reliait Paris-Nord à Amsterdam C.S., de 1957 à 1987. Exploité par la SNCF et la SNCB, le TEE Ile de France était un Trans-Europ-Express (donc uniquement en première classe) jusqu'à la fin du service d'hiver le 30 mai 1987 puisqu'il cessait définitivement de circuler.
Le nom de ce TEE fait référence à l'Ile de France, région française la plus peuplée qui englobe les huit départements du Bassin Parisien.

## Parcours et arrêts
- 2 juin 1957 Paris-Nord, Bruxelles-Midi, Bruxelles-Nord, Anvers Oost, Roosendaal, Rotterdam CS, Den Haag HS, Amsterdam CS (540,3 km)[1].
- 1er juin 1975 L'arrêt d'Anvers Oost est reporté à Berchem (Anvers)[1].
- 3 juin 1984 Paris-Nord, Bruxelles-Midi (308,9 km)[1].
- 31 mai 1987 TEE supprimé en Eurocity[1].

## Numérotation[1]
- 02 juin 1957 TEE 103-148
- 28 mai 1967 TEE 71-74
- 23 mai 1971 TEE 81-86
- 26 mai 1974 TEE 81-88
- 03 juin 1984 TEE 85-80

## Matériel et compositions
- 02 juin 1957 Rame TEE de la SNCF, 1 jeu pour Paris - Amsterdam[1].
- 1er mars 1958 Forcement entre Paris et Bruxelles et dédoublement de l’Étoile du Nord dans l'autre sens par rame TEE de la SNCF, 2 jeux sur les TEE103/130 et 123/148, jusqu'au 30 mai 1964[1].
- 31 mai 1964 Voitures TEE type PBA de la SNCF et de la SNCB, 1 jeu comprenant A2Ds + A5s + A8t pour la tranche Amsterdam et A2Ds + A5s + A8t + A8 en ce qui concerne celle de Bruxelles jusqu'au 1er aout[1].
- 02 août 1964 Voitures type PBA de la SNCF et de la SNCB, 2 jeux pour la tranche Amsterdam - dans un roulement de 3 jours combinés avec l’Étoile du Nord (TEE 103/148/125/122) comprenant 2 A8t + A5s + A2Ds, et 2 jeux pour celle de Bruxelles, dans un roulement de 2 jours, combiné avec le précédent TEE cité et le Brabant (TEE 103/122/125/148/119/128) avec A8 + A8t + A3R + A5s + A2Ds[1].
- 30 mai 1965 Dorénavant pour la tranche Bruxelles, 1 jeu quotidien combiné avec l’Étoile du Nord (TEE 103/122/125/148)[1].
- 03 juin 1984 Un jeu quotidien comprenant 1 A4Dtujx + 2 A8u + 1 A8tu + 1 A5rtu + 1 A8tu (SNCB) + 1 A8tu + 1 A3rtu + 2 A8tuj[1].

Restauration assurée par la CIWL.